# Ulica Józefa Piłsudskiego w Tarnowie
Ulica Józefa Piłsudskiego – ulica w centrum Tarnowa. Rozpoczyna się na placu Ofiar Katynia sąsiadującym z ulicą Wałową i biegnie ok. 2 km na północ kończąc się w rejonie os. Północ.
Ulica Piłsudskiego jest jednokierunkowa – w kierunku Starówki na odcinku pomiędzy ulicami Kopernika i Mickiewicza i odwrotnie pomiędzy ulicami Mickiewicza i Słowackiego. Na pozostałym odcinku ruch odbywa się w obu kierunkach.

## Historia

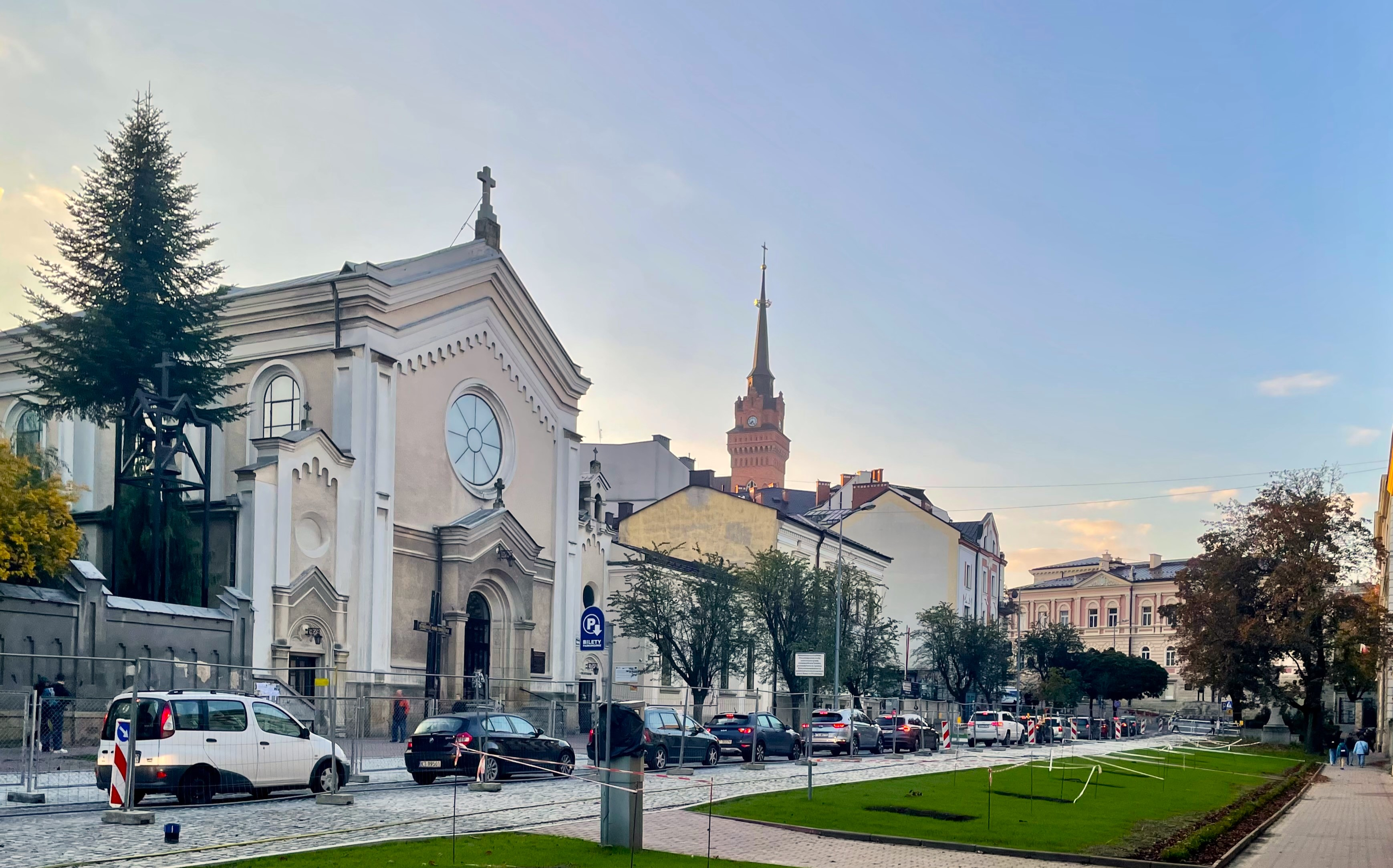
Ulica Piłsudskiego na Starówce; po lewej widoczny kościół Świętego Krzyża i Świętego Filipa Neri

Zabudowę ulicy w części bliżej Starówki stanowią budynki powstałe w XIX w. i na początku XX w. Przy ulicy noszącej wówczas nazwę Seminaryjna i w jej okolicach ulokowano głównie monumentalne obiekty użyteczności publicznej, m.in. Seminarium Duchowne, od którego ulica wzięła swoją nazwę, oraz budynki klasztorne księży Filipinów. Na odcinku pomiędzy ulicami Słowackiego i Romanowicza ulica przebiega wzdłuż murów Parku Strzeleckiego. Przy ostatnim odcinku ulokowano obiekty rekreacyjne: Park wodny Tarnowskiego Ośrodka Sportu i Rekreacji oraz boiska Klubu Sportowego Błękitni.
Nazwa Seminaryjna (lub Seminaryjska) była używana od lat 30. XIX w. do lat 20. XX w., kiedy to patronem ulicy jeszcze za życia został Józef Piłsudski. Jego imieniem nazwano odcinek od początku do skrzyżowania z ulicą Słowackiego. Pozostały fragment obecnej ulicy Piłsudskiego nazwano imieniem Józefa Bema. W czasie okupacji niemieckiej odcinek od początku do ulicy Mickiewicza nosił nazwę Hauptallee (Aleja Główna), a od ulicy Mickiewicza – Mozart-Gasse. W okresie PRL ulica nosiła imię Janka Krasickiego. Po przemianach 1989 r. całej ulicy wraz z odcinkiem noszącym przed II wojną światową imię Bema ponownie nadano imię Piłsudskiego (ulica Józefa Bema istnieje obecnie w innej lokalizacji).

## Obiekty i instytucje
Przy ul. Józefa Piłsudskiego znajdują się m.in.:
- I Liceum Ogólnokształcące im. Kazimierza Brodzińskiego (ul. Piłsudskiego 4),
- Wyższe Seminarium Duchowne (ul. Piłsudskiego 6),
- Kościół Świętego Krzyża i Świętego Filipa Neri (ul. Piłsudskiego 9),
- Pałac Młodzieży (ul. Piłsudskiego 24),
- Park Strzelecki w Tarnowie,
- Park wodny TOSiR, (ul. Piłsudskiego 30),
- Klub Sportowy Błękitni (ul. Piłsudskiego 32)
- Pomnik Kazimierza Brodzińskiego
- Pomnik Józefa Szujskiego